# Torre del Pubill
La Torre del Pubill és una obra romànica de la Vall de Boí (Alta Ribagorça) declarada Bé Cultural d'Interès Nacional.

## Descripció
La torre del Pubill es troba a la part alta de Barruera, a la Vall de Boí. Es troba adossada a la dita casa del Pubill (núm. inv. 31081), considerada BCIL, igual que la capella que també en forma part.
Es tracta d'una torre quadrada que podria ser una part del castell de Barruera. Es troba en una cantonada i està construïda amb pedra. La coberta és a dos aiguavessos i presenta diferents obertures per a finestres i un balcó. En el passat, la torre constava d'una planta més que feia de colomer, però va ser rebaixada al segle xx. L'escut de la porta també va ser canviat d'ubicació.
Pel davall de la torre hi passava un carreró en diagonal amb un arc a cada façana, cap a llevant i migdia.

## Història
El primer esment de la fortalesa de Barruera, situada a l'entrada de la vall de Boí és de l'any 1171 en la deixa testamentària que fa Arnau Mir I, comte del Pallars Jussà a favor de Santa Maria de Mur.